# Rock Bottom
Rock Bottom (Houpni zadkem) je píseň německé skupiny Scooter z alba Who's Got the Last Laugh Now? z roku 2005. Jako singl vyšla píseň v roce 2006. Singl Rock Bottom vyšel pouze v Nizozemsku. Singl obsahuje i videoklip.

## Seznam skladeb
1. Rock Bottom (Radio Mix) - (3:27)
2. Apache Rocks the Bottom (Radio Mix) - (3:47)
3. Rock Bottom (Video Mix) - (3:42)
4. Countdown - (1:41)